# Changning (Hunan)
Pour les articles homonymes, voir Changning.
Changning (常宁 ; pinyin : Chángníng) est une ville de la province du Hunan en Chine. C'est une ville-district placée sous la juridiction de la ville-préfecture de Hengyang.

## Démographie
La population du district était de 843 414 habitants en 1999.